# División Intermedia 1934
La División Intermedia 1934, fue la octava edición de este torneo que constituía la segunda categoría en los torneos de Perú en esos años.
El Sport Progreso fue el campeón del torneo y clasificó junto al subcampeón Sportivo Melgar a la Primera B 1935 (creada como segunda categoría).
Participaron 20 equipos provenientes de Lima, Rímac y Balnearios.
El formato de competencia se dividió en dos torneos, torneo de primeros equipos y torneo de equipos de reservas. El campeón de la División Intermedia era el que logre máximo puntaje en la tabla general. El torneo de reservas otorgaba un cuarto de punto a la tabla general por cada punto obtenido. 
- Sport Progreso fue declarado campeón absoluto de la División Intermedia 1934.
- Sportivo Melgar fue declarado campeón de primeros equipos de la División Intermedia 1934.
- Juventud Gloria fue declarado campeón de reservas de la Primera División Intermedia 1934.

Mientras tanto, los equipos que terminaron en los cuatro últimos lugares en el campeonato descendieron a la Segunda División de Lima (que pasó a ser la cuarta categoría) y los restantes equipos se mantuvieron en Intermedia que se convirtió en la tercera categoría del sistema de torneos.

## Formato
El torneo se jugó a una sola rueda en el sistema de todos contra todos y se otorgaba tres puntos por partido ganado, dos puntos por partido empatado y un punto por partido perdido. G: 3, E: 2, P: 1, walkover: 0.

## Equipos participantes
| Club                 | Ciudad |
| -------------------- | ------ |
| Alianza Cóndor       | Lima   |
| Atlético Córdoba     | Lima   |
| Atlético Lusitania   | Callao |
| Atlético Peruano     | Lima   |
| Huáscar Barranco     | Lima   |
| Intelectual Raymondi | Callao |
| Juventud Gloria      | Callao |
| Juventud Perú        | Callao |
| Juventud Soledad     | Lima   |
| Miguel Grau          | Lima   |
| Peruvian Boys        | Callao |
| Porvenir Miraflores  | Lima   |
| Santiago Barranco    | Callao |
| Sport Inca           | Lima   |
| Sport Progreso       | Lima   |
| Sportivo Melgar      | Lima   |
| Sportivo Unión       | Lima   |
| Sportivo Uruguay     | Lima   |
| Unión América        | Lima   |
| Unión Lazo           | Lima   |

## Desarrollo
El campeonato tomaba en consideración dos torneos, el de Primeros Equipos y de Reservas, que se jugaban simultáneamente. Al final del campeonato se proclamaban tres títulos; un título principal, el Absoluto, y dos secundarios, el de Primeros Equipos y el de Reservas. El campeón absoluto sería el que tenga más puntos en la tabla general, que tomaba en cuenta los puntos del torneo de Primeros Equipos y el 25% de puntos del torneo de Reservas. 
Al final del torneo, Sport Progreso y Sportivo Melgar fueron declarados campeón absoluto y subcampeón absoluto respectivamente, logrando el ascenso a la Primera B 1935.
- Sport Progreso fue declarado campeón absoluto de la División Intermedia 1934.
- Sportivo Melgar fue declarado campeón de primeros equipos de la División Intermedia 1934.
- Juventud Gloria fue declarado campeón de reservas de la Primera División Intermedia 1934.

## Tabla de posiciones

### Primeros Equipos
| Pos. | Club            | PJ |
| ---- | --------------- | -- |
| 1    | Sportivo Melgar | 19 |
| 2    | Sport Progreso  | 19 |

|  | Campeón de Primeros Equipos |

### Equipo de Reserva
| Pos. | Club            | PJ |
| ---- | --------------- | -- |
| 1    | Juventud Gloria | 19 |
| 2    | Sport Progreso  | 19 |

|  | Campeón de Reservas |

### Tabla absoluta
| Pos. | Club                 | PJ |
| ---- | -------------------- | -- |
| 1    | Sport Progreso       | 19 |
| 2    | Sportivo Melgar      | 19 |
| 3    | Alianza Cóndor       | 19 |
| 4    | Miguel Grau          | 19 |
| 5    | Juventud Gloria      | 19 |
| 6    | Santiago Barranco    | 19 |
| 7    | Atlético Córdoba     | 19 |
| 8    | Sport Inca           | 19 |
| 9    | Atlético Peruano     | 19 |
| 10   | Huáscar Barranco     | 19 |
| 11   | Unión Lazo           | 19 |
| 12   | Intelectual Raymondi | 19 |
| 13   | Unión América        | 19 |
| 14   | Sportivo Uruguay     | 19 |
| 15   | Sportivo Unión       | 19 |
| 16   | Porvenir Miraflores  | 19 |
| 17   | Atlético Lusitania   | 19 |
| 18   | Juventud Soledad     | 19 |
| 19   | Peruvian Boys        | 19 |
| 20   | Juventud Perú        | 19 |

|  | Campeón absoluto y ascenso a la Primera B 1935    |
|  | Subcampeón absoluto y ascenso a la Primera B 1935 |
|  | Descenso a la Segunda División de Lima de 1935    |

|                             |
| Campeón División Intermedia |
| Sport Progreso              |
| 1º título                   |